# Cèncrees

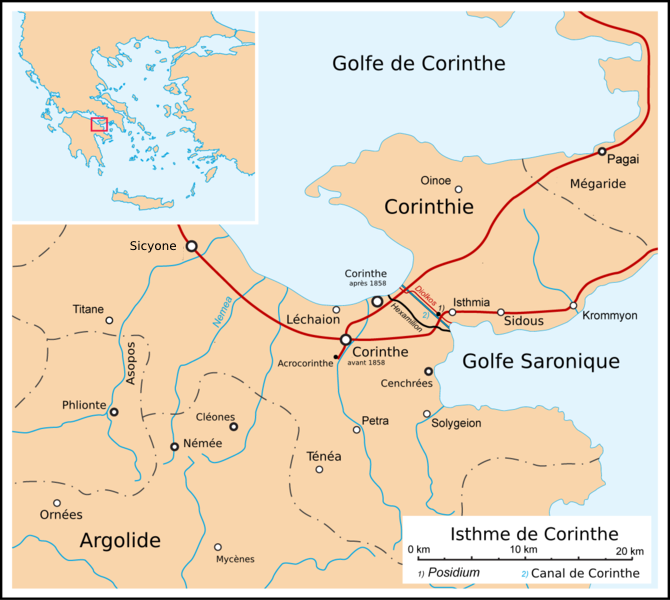
Mapa de l'Istme de Corint.

Cèncrees (grec antic: Κέγχρεαι, llatí: Cenchreae) fou un dels dos ports de l'Antiga Corint, a Grècia. El nom del lloc sembla derivar de la paraula grega per al mill (κεχρί, kekhrí), per bé que el mite afirmava que el nom dels dos ports de Corint provindria de dos fills de Posidó i Pirene anomenats Leques i Cèncries. El port es trobava a uns 8 km de Corint, i si el port de Lequeu mirava al Golf de Corint, al nord, Cèncrees era a l'est de la ciutat, i mirava al Golf Sarònic (mar Egea).
Actualment, Cèncrees és un centre turístic discret, amb una petita platja d'on es poden veure restes de l'antic port.

## Història
Cèncrees és esmentada per Tucídides en el context de la Guerra del Peloponès com a base de les tropes corínties i com a punt de partida de les naus de la Lliga del Peloponès.
Pausànias situa a Cèncrees un temple d'Afrodita amb una estàtua de marbre, santuaris d'Asclepi i Isis i una estàtua de Posidó de bronze al moll. Hi havia un torrent d'aigua salada i tèbia que brollava des d'una roca, el qual rebia el nom de bany d'Helena. També hi havia un temple d'Àrtemis amb un xóanon antic en el camí de l'istme a Cèncrees.
La ciutat estava oberta a les rutes comercials de l'est mitjançant el Golf Sarònic, mentre que Lequeu, al Golf de Corint, era el punt central de les rutes comercials que portaven a Itàlia i altres parts d'Europa occidental. Situada a la costa est de l'istme, estava situada a la cruïlla natural entre els vaixells que arribaven de l'est i del trànsit per via terrestre del nord i del sud, entre Grècia Central i el Peloponnès. El seu origen es desconeix, però la ciutat hagué d'estar habitada des de temps remots, probablement des de temps prehistòrics, amb el seu port natural d'aigües profundes, que permetia el desembarcament als vaixells mercants. La regió estava dotada d'abundants recursos d'aigua, sobre una base massissa de pedra calcària oolítica, que proporcionava un excel·lent material de construcció. Disposava de diverses posicions defensables, que oferien bons punts d'observacions.
Les primeres fonts escrites sobre Cèncrees són un epitafi del període arcaic tardà (finals del segle VI-principis del segle v aC), i hi ha referències en els escrits històrics i geogràfics de l'època clàssica que revelen l'establiment permanent i instal·lacions portuàries fortificades.
Els vestigis, mig submergits, del port antic són visibles de la costa estant. S'han dut a terme excavacions, per part d'arqueòlegs nord-americans, en el petit promontori al nord de la platja. El museu d'Ístmia exposa els objectes descoberts a Cèncrees, amb grans plaques decoratives de vidre acolorit.

## Referència bíblica

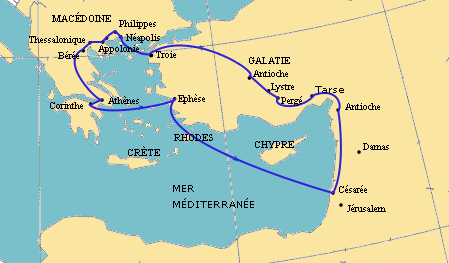
Segon viatge de Pau de Tars.

Cèncrees va florir durant l'Imperi Romà, quan l'assentament es va centrar al voltant del port en forma de mitja lluna envoltat per dics de formigó massís i protegit per murs de mar. La comunitat local era petita però pròspera, i es distingia per la seva diversitat social, cultural i religiosa. La literatura antiga i les inscripcions del lloc donen fe de la presència de cultes d'Afrodita, Isis, Asclepi, Posidó, Dionís, i Pan. El cristianisme també va arribar d'hora a Cèncrees en la història de la religió. Segons els Fets dels Apòstols, l'apòstol Pau es va aturar a Cèncrees durant el seu segon viatge missioner, on s'havia rapat el cap, a causa d'una prometença. Esmenta el lloc i una diaconessa anomenada Febe a l'assemblea local en la seva Epístola als Romans. Una tradició eclesiàstica més tard va registrar l'existència d'un bisbe a Cèncrees, però la veracitat d'aquesta història és difícil d'establir.